# داویت ساتیان
داویت ساتیان (ارمنی: Դավիթ Սաթյան؛ زادهٔ ۱۷ اوت ۱۹۷۹) تهیه‌کننده موسیقی، نوازنده پیانوی جاز و آهنگساز معاصر اهل ارمنستان است. 

## زندگی‌نامه
وی در یک خانواده برجسته اهل موسیقی به دنیا آمده است. پدر وی آرام ساتیان آهنگساز سرشناس کلاسیک و ترانه‌سرا موسیقی مردمی است. وی از کنسرواتوار دولتی کومیتاس ایروان و دانشگاه کینگز لندن فارغ‌التحصیل شده است.